# Textkritisk bibelforskning
Textkritisk bibelforskning är den akademiska behandlingen av Bibeln och bibeltexterna som litterära verk. Med hjälp av textkritiska metoder (källkritikens kriterier) analyserar man när, var och hur texten har tillkommit, av och för vem den är skriven, vilka andra litterära källor eller historiska händelser som legat till grund för eller influerat texterna, samt vad texten kan anses ha haft för ursprunglig användning. Textkritik är också intresserad av att jämföra och fastställa olika läsarter. Textkritik bygger på andra vetenskapliga discipliner såsom arkeologi, antropologi, folklore, lingvistik, historia och studier av muntliga berättartraditioner.
Textkritiker av bibeln återfinns bland såväl icke-konfessionella historiker som kristna teologer. Textkritisk bibelforskning ingår i fältet exegetik, som studeras vid teologiska utbildningar. 
Textkritik av Bibeln kan sägas ha influerat teologisk modernism, liberal teologi och har ofta använts vid religionskritik. 
Den textkritiska bibelforskningen uttalar sig dock inte om sådant som exempelvis den historiske Jesus vilket istället sker inom det närliggande fältet historisk-kritisk bibelläsning och därmed heller inte  frågor som rör trons Jesus eller andra lärofrågor. Detta är frågor som studeras inom fältet hermeneutik.

## Kriterier
Vid källkritisk värdering av uppgifters trovärdighet används följande kriterier: Uppgifter betraktas som trovärdiga och sannolika om de stöds av flera tidiga av varandra oberoende källor, om de beskrivs olika i källorna och således sannolikt baseras på skilda personers vittnesmål, om de inte är tendentiösa, utan går emot vad man kan förvänta sig av kristna omskrivningar och tvärtom blir besvärande för kristenheten eller kräver komplicerade teologiska förklaringar. Exempel på en uppgift som uppfyller dessa kriterier, och således betraktas som trovärdig, är att Jesus lät sig döpas av Johannes döparen trots att han enligt kristen tro inte behövde omvändelse och syndernas förlåtelse.
Enstaka tidiga icke-kristna källor som nämner Bibliska personer betraktas som användbara för att värdera trovärdigheten av Nya testamentet. Exempelvis har man analyserat den relativt korta text som går under namnet Testimonium Flavianum och som förekommer i den judiske historikern Josefus verk Judiska fornminnen, skrivet år 93 eller 94. I denna text som är först bevittnad på 300-talet, har källkritiska forskare försökt identifiera uppenbara kristna efterhandstillägg i syfte att kunna återskapa en ursprunglig text skriven av Josefus. Om en sådan rekonstruktion skulle visa sig vara riktig, vilket en majoritet av dagens forskare anser, stöder den uppfattningen att Jesus existerat som historisk person, vunnit många judar och greker till sin lära, blivit (oavsett orsak) korsfäst av Pontius Pilatus och (avsiktligt eller ej) givit upphov till kristendomen.

## Handskriftsversioner

### Den hebreiska Bibeln

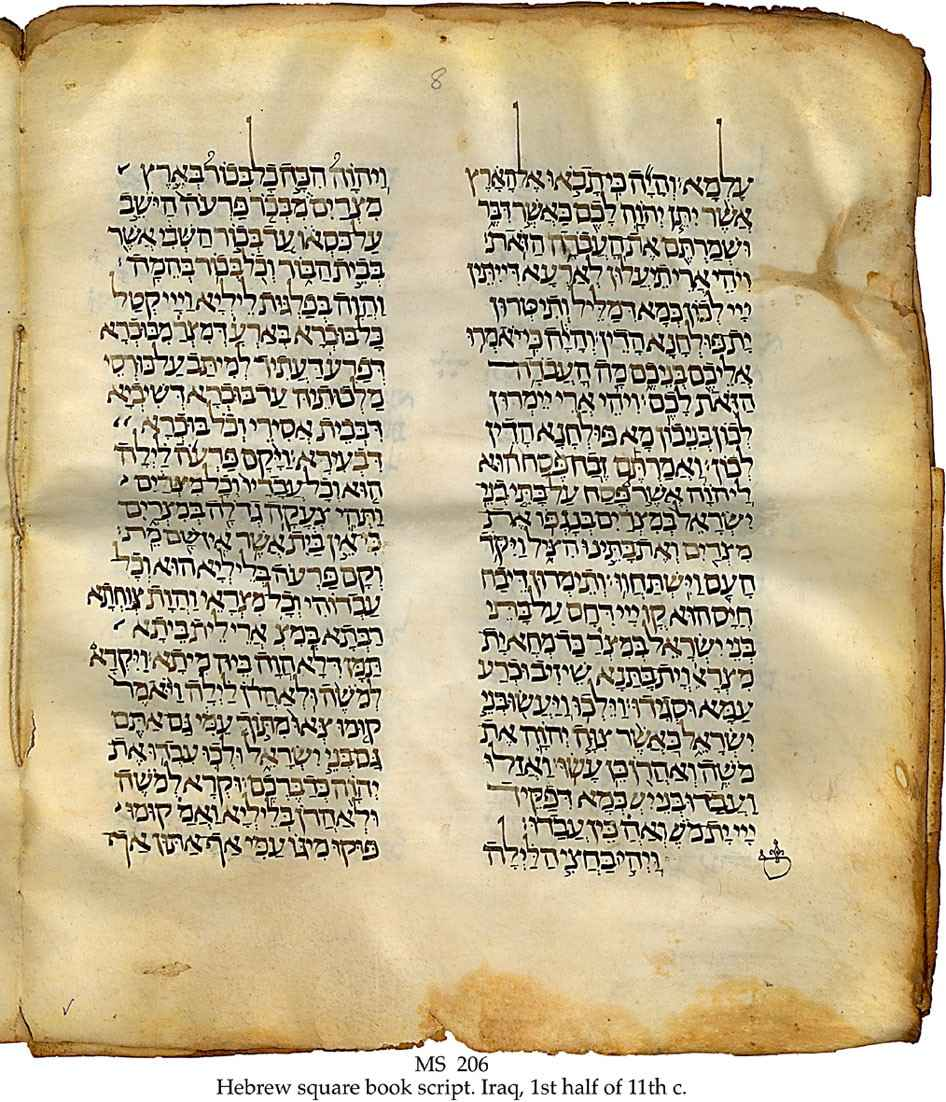
Handskrift av den hebreiska Bibeln från 1000-talet med Targum.

Textkritik tillämpat på den hebreiska Bibeln jämför handskriftsversioner från följande källor (datumen refererar till de äldsta kända överlevande handskrifterna i varje familj):
- Dödahavsrullarna, hebreiska, arameiska och grekiska (Septuaginta och andra), olika datum c. 200-talet f.Kr.–första århundradet e.Kr.
- Septuaginta, grekiska, 300-talet f.Kr. (Codex Vaticanus men även äldre papyrusrullar).
- Vulgata, latin, tidigt 400-tal e.Kr.
- Masoretiska bibeltexten, hebreiska, 900-talet e.Kr. (bland andra Leningradkodexen).
- Samaritiska Bibeln, äldsta överlevande text från 1000-talet e.Kr.
- Peshitta, texter på syriska.
- Targum, texter på arameiska.

Mot bakgrund av den hebreiska Bibelns heliga status inom judendomen kan de som inte är insatta i textkritiska detaljer tro att texten är fri från felaktigheter, eftersom dessa texter var noggrant överförda och skrivna. Men i likhet med Nya testamentet har förändringar, felaktigheter och utelämnanden påträffats. Detta faktum förklaras genom att tidiga soferim (kopierare) inte visade texten samma vördnad som man senare gjorde.
Dödahavsrullarna är en samling handskrifter som hittades i Qumran år 1947, med ett stort antal pergamentfragment från Gamla testamentet, med flera texter. De har i huvudsak daterats till tiden kring vår tideräknings början (vissa dateringar så tidigt som cirka 400 f.Kr. och andra så sent som omkring 300 e.Kr.), vilket är ungefär 1000 år äldre än tidigare kända masoretiska gammaltestamentliga manuskript.
Medan vissa av de gammaltestamentliga fragmenten från Qumran är nästan identiska med den traditionella masoretiska texten, uppvisar vissa manuskript av Andra Mosebok och Samuels bok dramatiskt stora skillnader i både språk och innehåll sinsemellan. Som följd av det stora antalet varianter av dessa båda böcker i Qumran har forskare tvingats ompröva tidigare teorier om endast tre skilda familjer av gammaltestamentliga varianter: den masoretiska texten, det hebreiska originalet till Septuaginta, samt de samariska Moseböckerna. Det blir nu allt tydligare att gränsen mellan olika varianter var flytande tills Gamla testamentet kanoniserades omkring år 100. 

### Nya testamentet

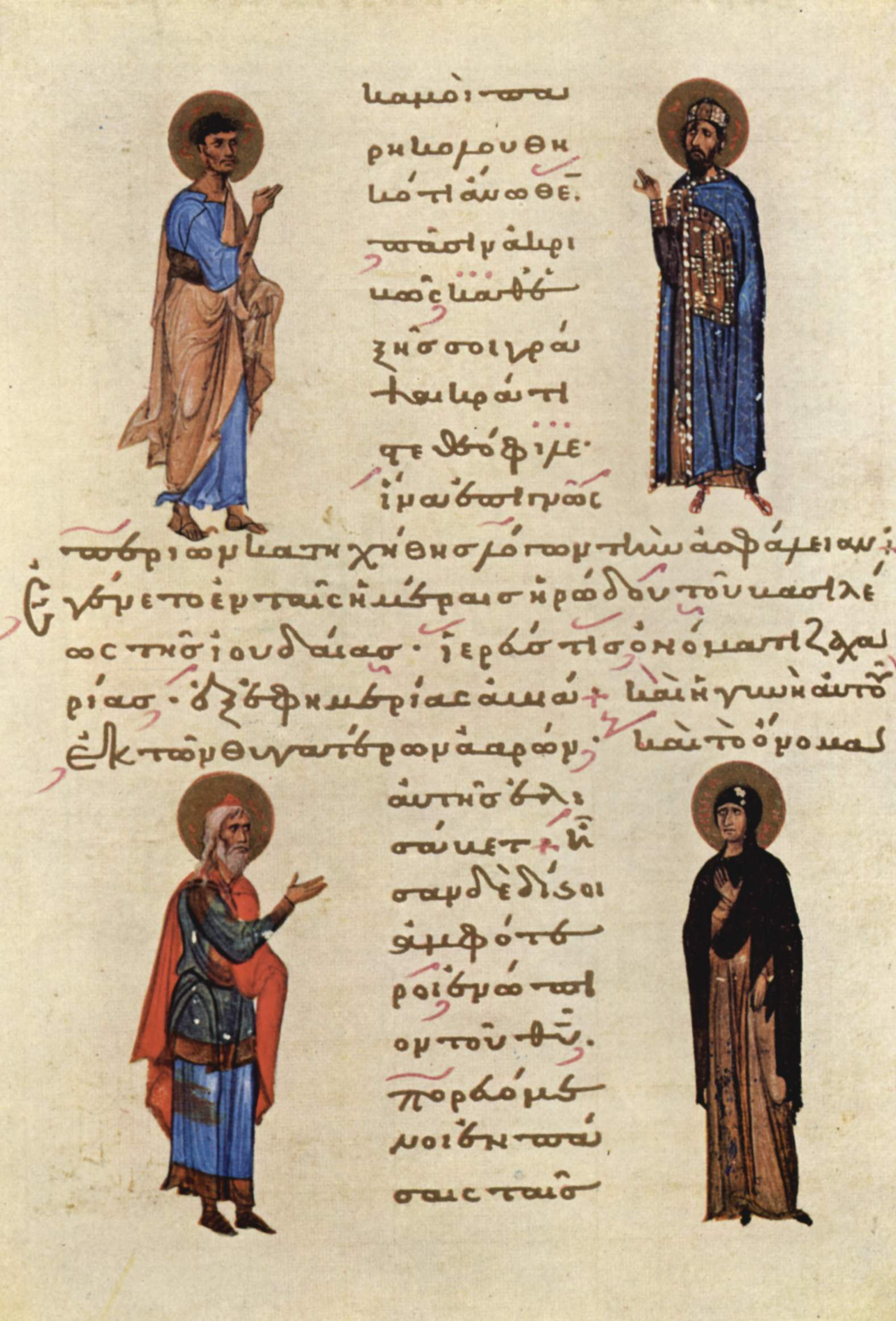
Bysantinsk illustrerad handskrift, 1020.

Nya testamentet har bevarats i över 5 300 grekiska handskrifter, 10 000 handskrifter på latin och 9 300 handskrifter på andra språk som syriska, slaviska, etiopiska och armeniska. Enbart antalet varianter utgör en stor svårighet för textkritiken, framför allt därför att den i praktiken gör stemmatologin obrukbar. Textkritiker med Nya testamentet som ämnesområde har följaktligen anammat eklekticismen efter att ha sorterat textvittnena i tre huvudgrupper, så kallade texttyper. Idag är den vanliga uppdelningen:
- Den alexandrinska texttypen utgör en grupp tidiga och respekterade texter, inklusive Codex Vaticanus och Codex Sinaiticus.
- Den västerländska texttypen är även den väldigt tidig, men dess varianter har visat sig innehålla fler parafraseringar och andra felaktigheter.
- Den bysantinska texttypen är en grupp som utgör ungefär 95 % av alla handskrifter, varav de flesta är av sent datum.

Äldre översättningar av Nya testamentet som till exempel Karl XII:s bibel baserades på Textus Receptus, en grekisk text som producerades av Erasmus. För vissa av Bibelns böcker använde Erasmus enskilda handskrifter och Uppenbarelsebokens sista verser översatte han till grekiska från Vulgatan. Efter Westcott och Hort har emellertid de flesta moderna textkritiker med inriktning på Nya testamentet dragit slutsatsen att den bysantinska texttypen formaliserades senare än den alexandrinska och den västerländska texttypen. I förhållande till de andra texttyperna ses den alexandrinska som renare än den västerländska, så en grundpelare för textkritiken kring Nya testamentet är idag att man bör följa den alexandrinska texttypen såtillvida inte någon av de andra texttyperna visar sig vara överlägsen.
En minoritetsposition intas av The Greek New Testament According to the Majority Text-upplagan av Zane C. Hodges och Arthur L. Farstad som hävdar att den bysantinska texttypen representerar en tidigare texttyp än de överlevande alexandrinska texterna. Denna position intas även av Maurice A. Robinson och William G. Pierpont i deras The New Testament in the Original Greek: Byzantine Textform.
Andra forskare har kritiserat den nuvarande kategoriseringen av handskrifter i texttyper och föredrar att antingen dela in handskrifterna på andra sätt eller avfärda texttypstaxonomin överhuvud.
Textkritik används även av de som anser att delar av Nya testamentet skrevs på arameiska.

### Nytolkningar
I försök att bestämma det ursprungliga textinnehållet i Nya testamentets böcker har en del moderna textkritiker menat att vissa avsnitt inte tillhörde originaltexten. I moderna översättningar av Bibeln har dessa textkritiska resultat lett till att man utelämnat dessa avsnitt eller lagt till anteckningar om att de är av senare datum. Förut baserades översättningar av Nya testamentet främst på Erasmus version av Nya testamentet på grekiska, den så kallade Textus Receptus från 1500-talet.
Bland dessa senare tillägg till Nya testamentet återfinns bland annat:
- Det längre slutet av Markus evangelium (Mark. 16:9-20).
- Ängeln som styrker Jesus i Getsemane och svetten som droppade som blod. (Luk. 22:43-44).[8]
- Berättelsen om äktenskapsbryterskan (Joh. 7:53–8:11).
- Osäkerhet huruvida Jesus kallas ”enfödd son” eller ”enfödd gud” i Johannes 1:18.[9]
- ett explicit omnämnande av treenigheten i Första Johannesbrevet.

## Evangeliernas relation enligt Tvåkällshypotesen
Tre av nya testamentets fyra evangelier har likheter i innehållet, och kallas de synoptiska evangelierna, nämligen Matteusevangeliet, Markusevangeliet och Lukasevangeliet. Tvåkällshypotesen är inom bibelforskningen den ledande teorin om tillkomstsammanhang mellan de synoptiska evangelier. Enligt hypotesen skall författarna till Matteus- och Lukasevangeliet ha haft tillgång till och använt Markusevangeliet och en andra, hypotetisk källa, som brukar kallas Q (av tyskans Quelle = källa). Markusevangeliet är således det äldsta, medan Matteusevangeliet och Lukasevangeliet förutom material från Markusevangeliet även innehåller gemensamma inslag från Q, som är en samling spridda Jesusord, samt eget så kallat särstoff som är unikt för respektive återgivning.
Det fjärde evangeliet, Johannesevangeliet, avviker markant till sitt innehåll från de synoptiska evangelierna. Det har alltid ansetts att Johannesevangeliet skrevs sist av evangelierna. Därmed har det lägre trovärdighet som historiskt dokument. Moderna forskare daterar det till mellan 90 och 100 e.Kr., baserat på att de kristna hade uteslutits ur synagogan då. Men det finns en tydlig motsättning till denna datering. Evangelisten beskriver Jerusalem som fortfarande intakt, och andra källor anger att staden förstördes av romarna år 70. Den äldsta bevarade avskriften av någon nytestamentlig text är det så kallade Ryland-fragmentet, som är ett fragment ur Johannesevangeliet och dateras till perioden ca 125 till 150 e.Kr.

## Gamla testamentet som historisk källa
Texterna i Bibeln kan i olika sammanhang användas som historiska källor, och värderas med arkeologiska undersökningar.
Den bibliska skapelseberättelsen, från skapelsen till syndafloden, anses av de allra flesta forskare och vissa troende som mytiska. Moseböckerna byter språklig karaktär och namn på Gud, vilket tyder på att de grundas på flera olika källor.
Patriarkerna skulle enligt Bibeln ha levt omkring 2000-1700 f.Kr. Enligt arkeologen Amihai Mazar överensstämmer de arkeologiska fynden från kulturerna inom den bördiga halvmånen med beskrivningen av patriarkernas kultur i Bibeln. Detta ifrågasätts av en annan välkänd arkeolog, Israel Finkelstein, som hävdar att den kultur som beskrivs i de bibliska berättelserna även kan vara hämtad från det första årtusendet f.Kr. Kameler används ofta som lastdjur i berättelserna, men anses inte ha tämjts förrän sent under det andra årtusendet f.Kr. och kom inte i omfattande bruk förrän det första årtusendet f.Kr., enligt Finkelstein. Förutom detta återberättar historierna om patriarkerna möten med araméer och filistéer. Dessa folkslag ankom till regionen först under 1300- respektive 1100-talet f.Kr.
Inga arkeologiska fynd stöder 600 000 israeliters uttåg ur Egypten. De tidigaste arkeologiska fynd som påvisar möjliga israeliska bosättningar är från 1200-talet f.Kr. Fynd visar att en kultur som inte äter griskött uppstår i Palestina, men som i övrigt liknar den kanaanéiska kultur som sedan tidigare fanns i området, och har gemensamma skrifttecken. Vissa forskare anser att det i det omfattande fornegyptiska textmaterialet finns en likhet mellan israeliterna och någon av folkgrupperna hyksos och apiru.
Israeliterna ska, enligt Josuas bok i Gamla testamentet, efter uttåget ha invaderat staden Jeriko omkring 1400 f.Kr. och dess murar ha fallit. Jeriko och andra bosättningar i Palestina visar också tecken på en våldsam förstörelse, av de flesta forskare uppskattat till omkring or 1550 f.Kr. Detta tolkas av arkeologer som ett resultat av det maktvakuum som uppstod när hyksos fördrevs från Egypten. I synnerhet Jerikos murar har undersökts och dessa förstördes vid mitten av det andra årtusendet f.Kr. av en belägring eller jordbävning. De arkeologiska fynden från perioden påvisar inte någon större befolkningsökning.
Sedan upptäckten av en inskription från 800-talet f.Kr. i Tel Dan vilken omtalar Davids hus, antas det vanligen att David var en verklig historisk person. Hans son var kung Salomo och dennes rike sägs i Bibeln ha omfattat landet från Eufrat i norr till Röda havet i söder; ett rike som var tributpliktigt till kungen. Det skulle ha krävts en hög nivå av samhällsorganisation att erövra, kuva och styra ett sådant stort område. Arkeologin stödjer inte att Jerusalem var en stad under 900-talet f.Kr. och hela Juda rike var vid den tiden sparsamt befolkat. Davids och Salomons erövringar finns inte omnämnda i samtida historiska texter.
Arkeologiska fynd och kronologin från omgivande riken har bekräftat stora delar av de historiska uppgifterna i Kungaböckerna om Israels och Juda rika och deras grannfolk, även om uppgifterna är något subjektiva och inte varje detalj återfinns. De bibliska böckerna Esra och Nehemja, vilka berättar om återkomsten från den babyloniska fångenskapen under persisk tid, anses av forskarna vara historiska i stora drag, även om det finns få utomstående källor som bekräftar uppgifterna. Daniels bok, som berättar om den judiska profeten Daniel i Babylon från Nebukadnessar II:s regeringstid till Kyros II av Persiens, anses vara skriven under hellenistisk tid och innehålla många påhittade händelser i en historisk miljö. Esters bok, som omtalar hur den vackra och dygdiga judiska kvinnan Ester blir drottning till kung Ahasuerus av Persien och räddar judarna från att utplånas av sina fiender vid hovet, har inte lyckats bindas till babylonisk och elamitisk mytologi och ifrågasätts därför.

## Olika skolor för tolkning av Bibeln som historisk källa
Det finns två löst definierade tankeskolor om Bibelns historiska sanningshalt; biblisk minimalism och biblisk maximalism, förutom den traditionella religiösa icke-historiska läsningen av Bibeln. Åsikterna om Bibeln befinner sig på en skala snarare än i två skilda läger. Det är inte ovanligt att forskare för fram olika teorier som kan ligga var som helst mellan dessa olika läger, exempelvis arkeologen Israel Finkelsteins position i frågan.

### Biblisk minimalism
1968 lades två uppsatser fram i Köpenhamn av Niels Peter Lemche och Heike Friis vilka innebar en stor omvälvning i synen av Bibeln som historisk källa. En av de tidigaste böckerna inom den inriktning som givits beteckningen biblisk minimalism skrevs av Giovanni Garbini 1986. I hans fotspår följde Thomas L. Thompson och Philip R. Davies 1992. Davies framför åsikten att det historiska Israel endast kan återfinnas i arkeologin, och det bibliska Israel endast i Bibeln. Thompson och Davies ser hela Gamla testamentet som en skapelse av ett mindre antal judiska lärda i Jerusalem efter den babyloniska fångenskapen. Niels Peter Lemche, Thompsons kollega vid Köpenhamns universitet, följde upp med flera titlar i samma tradition. Närvaron av Thompson och Lemche vid samma institution har gett upphov till terminologin "Köpenhamnsskolan" för att beteckna dem som förordar en radikal biblisk minimalism.
Bibliska minimalister anser i allmänhet att Bibeln är ett påhittat verk och att berättelserna är av en mytisk karaktär. Inga av de tidiga berättelserna har en fast historisk grund och endast ett fåtal av de senare berättelserna innehåller som bäst historiska fragment. Enligt deras definition krävs att arkeologiska fynd bekräftar berättelserna för att de ska kunna anses innehålla en historisk kärna. Berättelserna om patriarkerna blir mytiska och de bibliska minimalisterna anser att Israels tolv stammar aldrig har existerat. Dessutom anser minimalisterna att kung David och Saul aldrig funnits och inte heller det förenade kungariket Israel.

### Biblisk maximalism
De bibliska maximalisterna erkänner resultaten från moderna vetenskapliga studier och är eniga om att man bör vara försiktig med att särskilja fakta från myt ur Bibeln. Maximalisterna anser att kärnan av de bibliska berättelserna innehåller historiska händelser och att särskilt de senare böckerna är mer historiska än de tidigare böckerna. Biblisk maximalism misstolkas ibland som att dess anhängare anser att Bibeln är felfri. Majoriteten av maximalisterna är inte av den åsikten. 
Arkeologin berättar i ytterst få fall detaljer om enskilda familjer. Således förväntas man inte finna i arkeologin något som kan bekräfta eller förneka de bibliska patriarkerna. Maximalisterna är delade inför den frågan. Några är av den åsikten att patriarkerna var historiska personer, men att vi inte ska förhålla oss till de bibliska berättelserna om dem som historiska händelser, inte ens i stora drag. Andra är av den åsikten att det är sannolikt att några av patriarkerna ska klassificeras som rent mytiska skapelser, med endast den minsta länk till verkliga historiska personer i ett avlägset förflutet, ungefär på samma sätt som antas om legender som den om kung Artur.
Bibliska maximalister är överens om att Israels tolv stammar verkligen existerade, även om de inte nödvändigtvis tror på den bibliska beskrivningen av deras ursprung. Maximalister är även överens om att centrala bibliska personer, såsom kung David och Saul verkligen levde och att det bibliska kungariket Israel existerade, och att Jesus var en historisk person.

### Konflikten mellan maximalism- och minimalismskolorna
Israel Finkelstein och Neil Asher Silberman publicerade 2001 en bok som förespråkade en mellanväg mellan biblisk minimalism och maximalism. Detta orsakade ett ramaskri bland konservativa maximalister. Många forskare är numera på väg bort från minimalismen, enligt Hershel Shanks, redaktören för tidskriften Biblical Archaeological Review. Egyptologen och maximalisten Kenneth Kitchen gav 2003 ut en bok som förespråkade Gamla testamentets tillförlitlighet och kritiserade Finkelstein, Silberman och andra forskare inom området. På kort sikt finns det inga tecken på att intensiteten i debatten mellan minimalism- och maximalismskolorna är på väg att avta.

## Omdiskuterade passager i Nya testamentet
- Första Korinthierbrevet 14:33–35. Vissa forskare anser att passagen där kvinnor instrueras att vara tysta i kyrkor är ett senare, icke-Paulinskt tillägg till originaltexten, som ligger mer i linje med Pastoralbreven (se 1 Tim. 2:11–12; Titus 2:5) än Paulus brev. En handfull västliga handskrifter placerar dessa verser efter 40.[13]
- Första Thessalonikerbrevet 2:13–16. Dessa passager anses av vissa vara av post-Paulinskt datum. Detta baserar sig på följande argument: (1) motsägelserna mellan Romarbrevet 9–11 och 1 Thess. 2:14–16. (2) Referenserna till vad som hänt judarna som modell för den icke-judiska kristna kyrkan. (3) Det förekom ingen utbredd förföljelse av kristna av judar i Palestina före det första judiska kriget. (4) Begreppet imitation används i 1 Thess. 2:14 i singular. Det har också hävdats att 5:1–11 är ”ett post-Paulinskt tillägg som delar många av språket i Lukasevangeliets egenskaper, och har en teologi som fungerar som en apologetisk rättning av Paulus förväntning om Jesus återkomst och därmed redan speglar problemet med den försenade återkomsten”.[14]

De flesta biblar har fotnoter som indikerar vilka passager som har omdiskuterade källdokument. Vissa bibelkommentarer diskuterar detta detaljerat.

## Bibelkritik
Bibelkritik är kritik av gamla testamentets såväl som nya testamentets kanoniska böcker som historisk källa, etisk vägledning eller religiös urkund. Bibelkritiken ska inte sammanblandas med kritisk-historisk bibelforskning, vilket är en vetenskaplig metod vid akademisk behandling av Bibeln som historiskt dokument. 
Västerländsk bibelkritik växte fram ur rationalismen på 1600- och 1700-talen[källa behövs], där Voltaire (1694-1778) var en tidig men bibeltroende skeptiker. Bibelkritiken har influerat liberalteologi såväl som agnosticism, ateism, religionskritik, kritik av judendomen och kritik av kristendomen. Judiska troende ifrågasätter nya testamentet, och såväl kristna som judar förhåller sig skeptiska till Bibelns apokryfer. Teorier om att Bibeln eller Nya testamentet i sin helhet skulle vara uppdiktad har florerat, men är inte accepterade bland etablerade forskare.
Bibelkritik är central inom islam, där man ser Bibeln som en helig skrift, men anser att kristna och judar inte har bevarat grundtexten utan har förvanskat dess betydelse.
Inom kristen fundamentalism (bibeltrohet) och ortodox judendom talar man sällan om Bibelns självmotsägelser och accepterar sällan att vissa historiska uppgifter skulle motsägas av forskning, eller att Bibelns böcker skulle vara författade av andra än de författare traditionen anger. Man anser att grundtextens betydelse har bevarats väl, med hänvisning till att ingen större religiös stridsfråga grundar sig i de skillnader som finns mellan olika tidiga handskrifter och översättningar. Kristna fundamentalister menar att även om de böcker som skulle ingå i Bibeln formellt inte beslutades förrän på ett kyrkomöte på 300-talet så hade en tradition tidigt etablerats om vilka böcker som skulle kanoniseras som helig skrift. Man anser att texten med undantag för vissa symboliskt menade passager ger en historiskt korrekt bild av faktiska händelser och är användbar som primär källa till moralisk vägledning. Man säger att det är mycket man inte förstår, i synnerhet av gamla testamentets Gudsbild, och menar att gamla testamentets lagar bara delvis är giltiga eftersom vi lever i nya förbundets tid, men man vill ändå inte ta avstånd från gamla testamentet. Man ser inget behov av dynamisk tolkning utifrån vad som har influerats av de normer som rådde när texten skrevs. 